# 上野友也
上野 友也（かみの ともや、1975年 - ）は、日本の政治学者。岐阜大学教育学部准教授（政治学・国際政治学担当）。専門は、国際関係論、国際人権・人道、災害研究。
愛知県生まれ。東北大学法学部法学科を卒業。東北大学大学院法学研究科博士課程前期を修了後、博士課程後期進学。ウェールズ大学アベリストウィス校国際政治修士課程（理論コース）修了。東北大学大学法学研究科博士課程後期修了。博士（法学）。日本学術振興会特別研究員（PD）、阪神・淡路大震災記念人と防災未来センター研究員を経て、2012年4月より現職。

## 著書

### 単著
- 『戦争と人道支援―戦争の被災をめぐる人道の政治』（東北大学出版会、2012年）

### 共編著・分担執筆
- 川名晋史・佐藤史郎編著『安全保障の位相角』（法律文化社、2019年）
- 佐藤史郎・川名晋史・齊藤孝祐・上野友也編著『日本外交の論点』（法律文化社、2018年）
- 中内政貴・高澤洋志・中村長史・大庭弘継編著『資料で読み解く「保護する責任」ー関連文書の評釈と解説』（大阪大学出版会、2017年）
- 佐藤史郎・上野友也・松村博行著『はじめての政治学（第２版）』（法律文化社、2017年）
- 初瀬龍平・戸田真紀子・松田哲・市川ひろみ編『国際関係論の生成と展開ー日本の先達との対話』（ナカニシヤ出版、2017年）
- 小泉康一・川村千鶴子編『多文化「共創」社会入門ー移民・難民とともに暮らし、互いに学ぶ社会へ』（慶應義塾大学出版会、2016年）
- 遠藤乾編『グローバル・コモンズ』（岩波書店、2015年）
- 初瀬龍平・松田哲・戸田真紀子編著『国際関係のなかの子どもたち』（晃洋書房、2015年）
- 池尾靖志・佐藤史郎編著『はじめての政治学』（法律文化社、2014年）
- 土佐弘之編著『グローバル政治理論』（人文書院、2011年）
- 池尾靖志編著『平和学をつくる』（晃洋書房、2009年）
- 植木俊哉・土佐弘之編著『国際法・国際関係とジェンダー』（東北大学出版会、2007年）

### 共訳書
- ジョバンニ・アリギ『北京のアダム・スミス―21世紀の諸系譜』（作品社、2011年）
- H.バターフィールド・M.ワイト編『国際関係理論の探究―英国学派のパラダイム』（日本経済評論社、2010年）